# Carnixulla

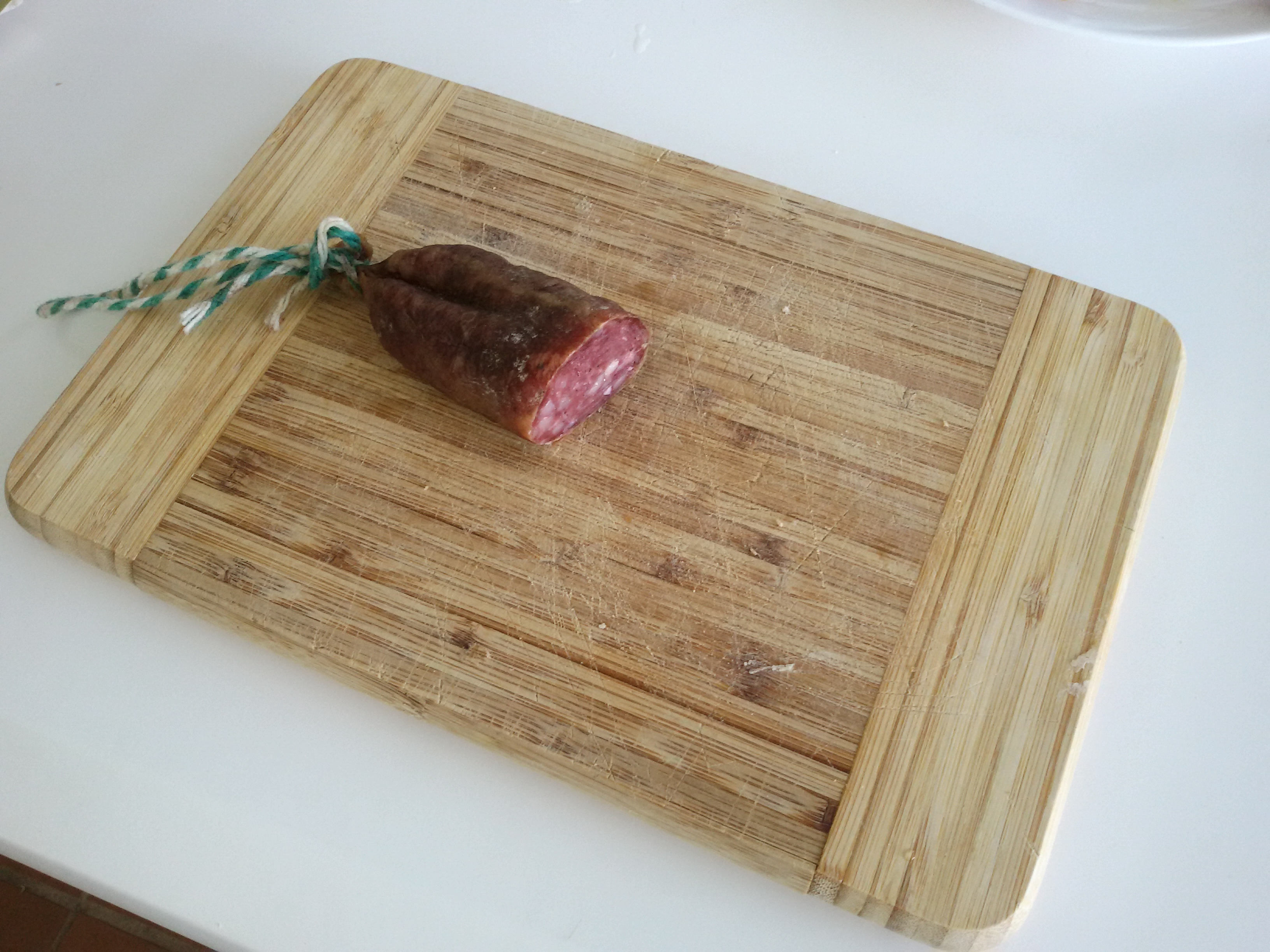
Carn-i-xulla.

La carnixulla o carn-i-xulla, cuya traducción al español es "carne y tocino", es un embutido crudo y curado, elaborado a partir de carne magra y tocino molido, condimentado con sal y especias diversas. Para su embutido, se utilizan tripas de cerdo.
Posiblemente sea uno de los embutidos más antiguos de Menorca, remontándose a la época del Imperio romano, al cual se le atribuyen ya preparados de diversos alimentos molidos y embutidos en tripas. 
El preludio de los embutidos de la cultura culinaria menorquina, y en particular de la carnixulla, se puede encontrar en unos tripas de cerdo rellenos que preparaban los romanos a partir de una mezcla heterogénea de diversos tipos de alimentos, convenientemente triturados y condimentados.
Actualmente se está trabajando para conseguir el distintivo de Indicación Geográfica Protegida para este producto.